# Edward Woodward
Edward Albert Arthur Woodward (Croydon, Surrey, Engleska, 1. lipnja 1930. – Truro, Cornwall, Engleska, 16. studenoga 2009.), engleski filmski, televizijski i kazališni glumac i pjevač, nositelj naslova časnika najizvrsnijeg Reda Britanskog Carstva (OBE). Otac je četvero djece, među njima Tim, Peter i Sarah Woodward.

## Životopis
Rođen u Croydonu, Surrey, kao jedino dijete u obitelji radničke klase, metalca Edwarda Olivera Woodwarda i Violet Edith Woodward (rođena Smith). Kao dijete, triput je istjeran iz svog doma tijekom njemačke bombarderske ofanzive na Englesku Blitza. Pohađao je škole na adresi Eccleston Road, Sydenham Road i E Wallington, kao i Kingston Day Commercial School, sve u Surreyu. Pohađao je koledž Kingston.
Završio Kraljevsku akademiju dramskih umjetnosti. Prvo je radio na kazališnoj pozornici. Cijelu karijeru pojavljivao se u produkcijama Kazališta West Enda u Londonu i Broadwayu u New Yorku. Širu pozornost privukao je 1967. u naslovnoj ulozi britanske televizijske špijunske drame Callana, koja mu je 1970. donijela Nagradu BAFTE za najboljeg glumca.
Glumio je policijskog narednika Neila Howieja u kultnom britanskom horroru iz 1973. The Wicker Man i naslovn uulogu u australskom biografskom filmu iz 1980. Breaker Morant. Od 1985. do 1989. glumio je britanskog bivšeg tajnog agenta Roberta McCalla u američkoj televizijskoj seriji The Equalizer, koja mu je 1986. donijela Zlatni globus za najboljeg glumca u dramskoj televizijskoj seriji.

## Nastupi na kazališnoj pozornici
- 1955. - Where There's a Will
- 1958. - Romeo and Juliet
- 1958. - Hamlet
- 1962. - Rattle of a Simple Man
- 1964. - High Spirits
- 1968. - Two Cities
- 1969. - Julius Caesar
- 1971. - Cyrano de Bergerac
- 1971. - The White Devil
- 1973. - The Wolf
- 1975. - Male of the Species
- 1976. - On Approval
- 1978. - The Dark Horse
- 1980. - The Beggar's Opera (also as director)
- 1980. - Private Lives
- 1982. - The Assassin
- 1982. - Richard III
- 1992. - The Dead Secret

### Films
- 1955. - Where There's a Will
- 1960. - Inn for Trouble
- 1964. - Becket
- 1969. - File of the Golden Goose
- 1970. - Incense for the Damned
- 1972. - Sitting Target
- 1972. - Young Winston
- 1973. - Hunted
- 1973. - The Wicker Man
- 1974. - Callan
- 1975. - Three for All
- 1977. - Stand Up, Virgin Soldiers
- 1980. - Breaker Morant
- 1981. - The Appointment
- 1981. - Wet Job (TV)
- 1982. - Who Dares Wins (naslov u SAD: The Final Option)
- 1983. - Love is Forever
- 1984. - Champions
- 1984. - A Christmas Carol
- 1985. - Arthur the King i King David
- 1987. - Uncle Tom's Cabin
- 1989. - The Man in the Brown Suit
- 1990. - Over My Dead Body
- 1990. - Hands of a Murderer
- 1990. - Mister Johnson
- 1990. - Soccer Shootout. - Official. 1990 World Cup (pripovjedač)
- 1993. - Deadly Advice
- 1993. - Tân ar y Comin
- 1994. - A Christmas Reunion
- 1995. - The Shamrock Conspiracy (TV)
- 1996. - Harrison: The Cry of the City (TV)
- 1996. - Gulliver's Travels (TV)
- 1997. - The House of Angelo
- 1999. - Marcia's Dowry
- 2007. - Hot Fuzz (kao Tom Weaver)
- 2009. - A Congregation of Ghosts (kao propovjednik Frederick Densham)

### Televizijske serije
- 1967. - Sword of Honour
- 1967-72, 1981. - Callan
- 1972. - Whodunnit? (kao domaćin)
- 1977-78. - 1990
- 1977-78. - The Bass Player and the Blonde
- 1978. - Laurence Olivier Presents: Saturday, Sunday, Monday
- 1981. - Winston Churchill: The Wilderness Years
- 1981. - Nice Work
- 1985-89. - The Equalizer
- 1987. - Codename: Kyril
- 1990. - Over My Dead Body
- 1991. - In Suspicious Circumstances
- 1991. - America at Risk
- 1994-97- Common as Muck
- 1998. - CI5: The New Professionals
- 1999. - Crusade
- 2000. - La Femme Nikita
- 2001. - The Lone Gunmen (TV serija): Planet of the Frohikes. - Voice Only
- 2001-07. - Messiah, BBC drama series
- 2004. - Murder in Suburbia 1 epizoda
- 2007. - Five Days, BBC and HBO drama mini-series
- 2008. - The Bill 2 episodes. - As Johnie Jackson
- 2009. - EastEnders 6 episodes

### Napravljeno za TV
- 1983. - Merlin and the Sword (U.S. title, Arthur the King)
- 1983. - Love is Forever
- 1984. - A Christmas Carol
- 1987. - Uncle Tom's Cabin
- 1988. - The Man in the Brown Suit
- 1990. - Hands of a Murderer
- 1995. - The Shamrock Conspiracy

### Televizijski specijali
- 1969. - Omnibus: Scott Fitzgerald
- 1970. - Bit of a Holiday
- 1971. - Evelyn
- 1979. - Rod of Iron
- 1980. - The Trial of Lady Chatterley
- 1980. - Blunt Instrument
- 1981. - Wet Job
- 1986. - The Spice of Life
- 1988. - Hunted
- 1990. - Hands of a Murderer, or The Napoleon of Crime
- 1991. - In My Defence
- 1994. - Harrison
- 1995. - Cry of the City
- 1995. - Gulliver's Travels

## Vanjske poveznice
- Edward Woodward u internetskoj bazi filmova IMDb-u (engl.)